# Enochrus blatchleyi
Enochrus blatchleyi är en skalbaggsart som först beskrevs av Henry Clinton Fall 1924.  Enochrus blatchleyi ingår i släktet Enochrus och familjen palpbaggar. Inga underarter finns listade i Catalogue of Life.